# Nivnička
Nivnička (na horním toku také Bystřička, na dolním toku také Korečnice) je potok v České republice. Je levostranným přítokem řeky Olšavy. Délka toku je 20,1 km a povodí měří 82 km2.

## Průběh toku
Nivnička pramení na západním svahu vrchu Vysoký (698 m) pod chatou Troják v Bílých Karpatech. Zpočátku teče na severozápad do Bystřice pod Lopeníkem, kde mění směr na jihozápad. Podél řeky jsou vesnice Podhorský Mlýn, Suchá Loz, Volenov, Čupák a Nivnice. Tam se Nivnička obrací na sever a teče přes Nivnický Dvůr do Uherského Brodu, kde vtéká do Olšavy. Mezi Bystřicí pod Lopeníkem a Suchou Lozí protéká potok vodní nádrží Ordějov.

## Větší přítoky
- Pivný potok (pravý), Bystřice pod Lopeníkem
- Vavříkovský potok (levý), Podhorský Mlýn
- Zášinský potok (levý), Suchá Loz
- Podlučanský potok (levý), Suchá Loz
- Hradecký járek (levý), Čupák
- Lubná (levý), Čupák
- Korytnice (levý), Nivnice
- Lipinský potok (levý), Nivnice

## Mlýny
Mlýny jsou seřazeny po směru toku potoka.
- Bartkův mlýn – Nivnice čp. 99
- Kozákův mlýn – Uherský Brod